# Mike Johnson (Eishockeyspieler, Oktober 1974)
Michael Paul „Mike“ Johnson (* 3. Oktober 1974 in Scarborough, Ontario) ist ein ehemaliger kanadischer Eishockeyspieler, der im Verlauf seiner aktiven Karriere zwischen 1993 und 2008 unter anderem 683 Spiele für die Toronto Maple Leafs, Tampa Bay Lightning, Phoenix Coyotes, Canadiens de Montréal und St. Louis Blues in der National Hockey League auf der Position des rechten Flügelstürmers bestritten hat. Im Jahr 1998 wurde er ins NHL All-Rookie Team gewählt.

## Karriere
Mike Johnson begann seine Karriere 1992 bei den Aurora Eagles, einem Team aus der US-amerikanischen Juniorenliga Metro Junior Hockey League. Von 1993 bis 1997 spielte er für das Universitätsteam der Bowling Green State University im Ligenbetrieb der National Collegiate Athletic Association. Dort erzielte der ungedraftete Rechtsschütze in seiner letzten Saison 62 Scorerpunkte in 38 Spielen und lief in diesem Jahr auch erstmals in der National Hockey League auf. Insgesamt spielte der Flügelstürmer drei Jahre lang für die Toronto Maple Leafs, wobei er seine Punkteausbeute kontinuierlich steigerte. In der Saison 1997/98 war der Kanadier zweitbester Rookie-Scorer und wurde in das NHL All-Rookie Team gewählt. 1999 erreichte Johnson mit dem Team das Halbfinale um den Stanley Cup. Während der Spielzeit 1999/2000 wurde der Angreifer von den Maple Leafs zu den Tampa Bay Lightning transferiert, wo er jedoch nicht lange blieb. Bereits in der Folgesaison 2000/01 wechselte der Stürmer weiter zu den Phoenix Coyotes, bei denen er an seine erfolgreiche Toronto-Zeit anknüpfen konnte. 2003 hatte Johnson mit 63 Scorerpunkten aus 82 Spielen sein erfolgreichstes Jahr in der NHL.
Die Lockout-Saison 2004/05 verbrachte der Kanadier bei Färjestad BK in der schwedischen Elitserien und konnte dort die schwedische Vizemeisterschaft gewinnen. In der Spielzeit 2005/06 erreichte der Angreifer bei den Coyotes 54 Scorerpunkte in 80 Spielen, verpasste aber erneut mit dem Team die Play-offs und wechselte daher im Sommer für ein Jahr zu den Canadiens de Montréal. Nach einem erneuten Wechsel zur Saison 2007/08 zu den St. Louis Blues, verletzte sich Johnson und konnte nur 21 Spiele absolvieren, in denen er fünf Punkte erzielte. Insgesamt bestritt Johnson bislang 683 NHL-Spiele, in denen er 133 Tore und 249 Vorlagen erzielte.
Motiviert durch die Empfehlung seines Freundes und ehemaligen Teamkollegen Todd Warriner, entschied sich Johnson im Sommer 2008 zu einem erneuten Wechsel nach Europa und unterzeichnete einen Jahresvertrag bei den Kölner Haien. Nach unzureichenden Leistungen mit nur 13 Scorerpunkten aus 28 Begegnungen in der Liga stellten ihn die Haie am 29. Dezember 2008 vom Spielbetrieb frei und strichen ihn aus dem Kader. Im Januar 2009 wurde dann sein Vertrag in beiderseitigem Einvernehmen aufgelöst, woraufhin der 34-Jährige seine aktive Karriere beendete.

## Erfolge und Auszeichnungen
| - 1996 CCHA All-Academic Team - 1997 CCHA All-Academic Team - 1997 NHL-Rookie des Monats Dezember | - 1998 NHL All-Rookie Team - 2005 Schwedischer Vizemeister mit Färjestad BK |

## Karrierestatistik

### International
Vertrat Kanada bei:
- Weltmeisterschaft 2000

(Legende zur Spielerstatistik: Sp oder GP = absolvierte Spiele; T oder G = erzielte Tore; V oder A = erzielte Assists; Pkt oder Pts = erzielte Scorerpunkte; SM oder PIM = erhaltene Strafminuten; +/− = Plus/Minus-Bilanz; PP = erzielte Überzahltore; SH = erzielte Unterzahltore; GW = erzielte Siegtore; 1 Play-downs/Relegation; Kursiv: Statistik nicht vollständig)